# Wolfgang Cramer (Ökologe)

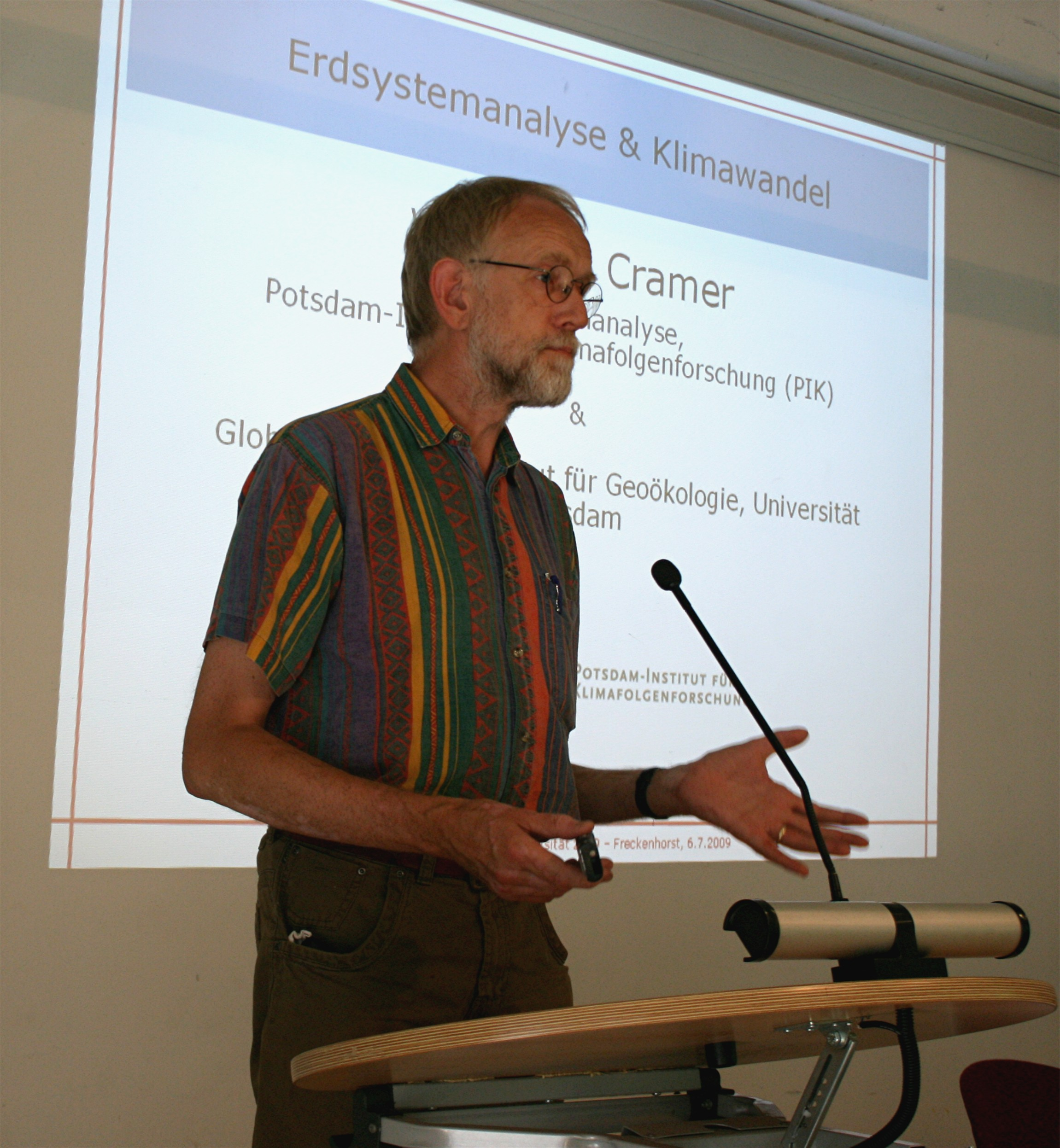
Wolfgang Cramer

Wolfgang Cramer (* 1957 in Goslar) ist ein deutscher Geograph und Ökologe. Von 2003 bis 2011 war er Professor für Globale Ökologie an der Universität Potsdam. Von 2011 bis 2025 war Wolfgang Cramer im Rang eines Directeur de recherche des französischen Centre national de la recherche scientifique (CNRS) am Institut Méditerranéen de Biodiversité et d'Ecologie marine et continentale (IMBE) in Aix-en-Provence / Marseille tätig. Seit April 2025 ist er im Ruhestand und arbeitet als Directeur de recherche émérite.

## Biografie
Cramer studierte in Gießen Geographie. Danach promovierte er in Uppsala (Schweden) mit einer Arbeit zur Vegetation an der schwedischen Ostseeküste. Von 1986 bis 1993 war er am Geographischen Institut der „Allgemeinwissenschaftlichen Hochschule“ (heute Technisch-Naturwissenschaftliche Universität Norwegens) in Trondheim (Norwegen) tätig, zuletzt als „Brundtland-Professor für Energie, Umwelt und Gesellschaft“. 1993 wechselte er an das neugegründete Potsdam-Institut für Klimafolgenforschung und war dort bis 2011 Abteilungsleiter, zuletzt für das Forschungsfeld „Erdsystemanalyse“. 2003 wurde er außerdem zum Professor für „Globale Ökologie“ am Institut für Geoökologie (später Erd- und Umweltwissenschaften) der Universität Potsdam ernannt und hatte diesen Lehrstuhl bis zu seinem Wechsel nach Frankreich 2011 inne. In der Zeit von 2012 bis 2017 war er wissenschaftlicher Direktor des Institut Méditerranéen de Biodiversité et d'Ecologie marine et continentale (IMBE) in Aix-en-Provence.
Cramer verfasste wissenschaftliche Beiträge zur Modellierung von Walddynamik vor dem Hintergrund klimatischer Faktoren sowie zur Untersuchung der Dynamik der Biosphäre auf globaler und kontinentaler Skala. Er leitete eine große europäische Untersuchung von Ökosystemleistungen in Europa (ATEAM) und das damit verbundene Kommunikationsnetz AVEC. Diese beiden Projekte haben erstmals eine regional detaillierte Untersuchung von Ökosystemfunktionen für ganz Europa vorgelegt und in Form internationaler Fachartikel publiziert. Die Ergebnisse wurden durch einen intensiven Dialog mit Experten sowie zwei Sommerschulen für junge Wissenschaftler zugänglich gemacht. Im Rahmen des europäischen Exzellenznetzwerkes ALTER-Net sind diese Sommerschulen inzwischen zu einer festen Institution geworden, bei der sich jedes Jahr im September etwa 35 junge Wissenschaftler, 20 Vortragende und ein Leitungsteam zwei Wochen lang in dem Ort Peyresq in den französischen Alpen zusammenfinden.
Cramer ist seit 1998 an den Arbeiten des Intergovernmental Panel on Climate Change (IPCC) beteiligt, zuletzt als Leitautor des Einführungskapitels der Arbeitsgruppe II zum Sechsten Sachstandsbericht. Er ist außerdem Herausgeber der Fachzeitschrift Regional Environmental Change. Seit 2017 ist er assoziiertes Mitglied der Académie d'Agriculture de France.
Cramer unterzeichnete einen offenen Brief der Scientist Rebellion. Als solcher plädiert er dafür, das bevorstehende Scheitern des 1,5-Grad-Ziels politisch anzuerkennen und den im Pariser Klimaabkommen vereinbarten Lastenausgleich im Nord-Süd-Konflikt zur Bewältigung der Klimakrise umzusetzen und ggf. auszuweiten.
Im Vorfeld des zweiten Wahlgangs der Parlamentswahl in Frankreich 2024 warb das Wahlbündnis Nouveau Front populaire (NFP) mit der Unterstützung durch Cramer.